# Los insomnes
Los insomnes es una película de Argentina filmada en Eastmancolor dirigida por Carlos Orgambide según su propio guion escrito en colaboración con Beatriz Guido y Bernardo Roitman según el cuento de Beatriz Guido que se estrenó el 25 de septiembre de 1986 y que tuvo como actores principales a Selva Alemán, Elsa Berenguer, Betiana Blum y Mirta Busnelli.

## Sinopsis
Pequeñas historias vinculadas por un grupo de niños que en la noche de Buenos Aires deambulan por la ciudad y se entremezclan con sus familias en un edificio abandonado.

## Reparto por orden alfabético
Intervinieron en la película los siguientes intérpretes:
| Actor                     | Personaje |
| ------------------------- | --------- |
| Selva Alemán              |           |
| Elsa Berenguer            |           |
| Betiana Blum              |           |
| Mirta Busnelli            |           |
| Antonio Grimau            |           |
| Roberto Carnaghi          |           |
| Alberto Fernández de Rosa |           |
| Marta Gam                 |           |
| Juan Leyrado              |           |
| Mario Luciani             |           |
| Hugo Midón                |           |
| Boy Olmi                  |           |
| Edgardo Suárez            |           |
| María Vaner               |           |
| Elvira Vicario            |           |
| Marcos Zucker             |           |

## Comentarios
El crítico Jorge Abel Martín opinó:

”Por sus características, el film no ofrece demasiadas posibilidades al conjunto de intérpretes que conforman su elenco.”

La Razón dijo:

”Propuesta muy seductora…la realización de Orgambide es correcta pero no alcanza la altura de la propuesta argumental.”

Manrupe y Portela escriben:

”Película extraña, casi maldita. Con sus imperfecciones, es un intento de hacer un cine argentino distinto.”